# Luxembourg au Concours Eurovision de la chanson 1973
Le Luxembourg a participé au Concours Eurovision de la chanson 1973 à Luxembourg. C'est la 17e participation et la 4e victoire – la 2e consécutive – du Luxembourg à l'Eurovision.
Le pays est représenté par Anne-Marie David et la chanson Tu te reconnaîtras, sélectionnées en interne par Télé Luxembourg.

## Sélection
Télé Luxembourg choisit l'artiste et la chanson en interne pour représenter Luxembourg au Concours Eurovision de la chanson 1973.
Lors de cette sélection, c'est la chanteuse Anne-Marie David et la chanson Tu te reconnaîtras, écrite par Vline Buggy et composée par Claude Morgan, qui furent choisies.

## À l'Eurovision

### Points attribués par le Luxembourg
| 10 points | Royaume-Uni                          |
| 9 points  |                                      |
| 8 points  | Israël Espagne                       |
| 7 points  | Allemagne Pays-Bas Norvège           |
| 6 points  | Finlande Irlande Monaco Suède Suisse |
| 5 points  | Italie                               |
| 4 points  | Belgique Portugal Yougoslavie        |
| 3 points  | France                               |
| 2 points  |                                      |

### Points attribués au Luxembourg
| 10 points                       | 9 points                          | 8 points                                        | 7 points             | 6 points                        |
| ------------------------------- | --------------------------------- | ----------------------------------------------- | -------------------- | ------------------------------- |
| - France - Royaume-Uni - Suisse | - Italie - Pays-Bas - Yougoslavie | - Irlande - Israël - Norvège - Portugal - Suède | - Allemagne - Monaco | - Belgique - Espagne - Finlande |
| 5 points                        | 4 points                          | 3 points                                        | 2 points             | 1 point                         |
|                                 |                                   |                                                 |                      |                                 |

Anne-Marie David interprète Tu te reconnaîtras en 11e position, après l'Italie et avant la Suède. Au terme du vote final, Luxembourg termine 1re sur 17 pays, obtenant 129 points.